# Amnesty (I)
 (septembre 2024).
La mise en forme du texte ne suit pas les recommandations de Wikipédia : il faut le « wikifier ».
Les points d'amélioration suivants sont les cas les plus fréquents. Le détail des points à revoir est peut-être précisé sur la page de discussion.
- Les titres sont pré-formatés par le logiciel. Ils ne sont ni en capitales, ni en gras.
- Le texte ne doit pas être écrit en capitales (les noms de famille non plus), ni en gras, ni en italique, ni en « petit »…
- Le gras n'est utilisé que pour surligner le titre de l'article dans l'introduction, une seule fois.
- L'italique est rarement utilisé : mots en langue étrangère, titres d'œuvres, noms de bateaux, etc.
- Les citations ne sont pas en italique mais en corps de texte normal. Elles sont entourées par des guillemets français : « et ».
- Les listes à puces sont à éviter, des paragraphes rédigés étant largement préférés. Les tableaux sont à réserver à la présentation de données structurées (résultats, etc.).
- Les appels de note de bas de page (petits chiffres en exposant, introduits par l'outil «  Source ») sont à placer entre la fin de phrase et le point final[comme ça].
- Les liens internes (vers d'autres articles de Wikipédia) sont à choisir avec parcimonie. Créez des liens vers des articles approfondissant le sujet. Les termes génériques sans rapport avec le sujet sont à éviter, ainsi que les répétitions de liens vers un même terme.
- Les liens externes sont à placer uniquement dans une section « Liens externes », à la fin de l'article. Ces liens sont à choisir avec parcimonie suivant les règles définies. Si un lien sert de source à l'article, son insertion dans le texte est à faire par les notes de bas de page.
- La présentation des références doit suivre les conventions bibliographiques. Il est recommandé d'utiliser les modèles {{Ouvrage}}, {{Chapitre}}, {{Article}}, {{Lien web}} et/ou {{Bibliographie}}. Le mode d'édition visuel peut mettre en forme automatiquement les références.
- Insérer une infobox (cadre d'informations à droite) n'est pas obligatoire pour parachever la mise en page.

Pour une aide détaillée, merci de consulter Aide:Wikification.
Si vous pensez que ces points ont été résolus, vous pouvez retirer ce bandeau et améliorer la mise en forme d'un autre article.
Albums de Crystal Castles
III (Crystal Castles)
((2012))
Amnesty (I) (aussi nommé Amnesty I et parfois référencé en tant qu’Amnesty) est le cinquième et dernier album studio du duo de musique électronique canadien Crystal Castles. Il sort le 19 août 2016, et est édité par Fiction Records ainsi que Casablanca Records. Amnesty (I) est le premier album du groupe depuis le départ de la chanteuse Alice Glass en 2014, elle est remplacée par la vocaliste Edith Frances. C'est aussi leur premier album dont le titre n’est pas tiré de leur nom de bande.
Le 15 avril 2015, Ethan Kath a partagé un nouveau morceau intitulé « Frail » sur SoundCloud, avec comme description « c'est Edith au chant ». Le titre a été commercialisé auprès des détaillants numériques un mois plus tard, le 11 mai.Kath a partagé un autre morceau intitulé « Deicide » le 2 juillet sur SoundCloud, qui a ensuite été publié en version numérique commerciale le 10 juillet. "Deicide" s'est révélé plus tard être une démo pour le morceau de fin d' Amnesty (I), "Their Kindness Is Charade". Fin novembre 2015, Edith Frances a joué son premier spectacle en tant que membre de Crystal Castles en Afrique du Sud.
Le 29 février 2016, le groupe a révélé qu'il prévoyait de sortir l'album au printemps de cette année-là et a confirmé que les démos SoundCloud de 2015 « Frail » et « Deicide » seraient incluses sur le disque. Pour des raisons inconnues, le disque est arrivé à la fin de l'été au lieu du printemps 2016.
Au cours de la dernière semaine de juin 2016, le titre « Concrete » a été divulgué sur le site coréen MNet. Avec la fuite de Concrete, les fans ont découvert des informations sur l'album via Shazam, comme le titre, la liste des pistes et la pochette. Bien que la liste des pistes de Shazam ne soit pas dans l'ordre et que la date de sortie soit inconnue, Amazon Allemagne a accidentellement divulgué la liste des pistes classées et la date de sortie avant que l'album ne soit officiellement annoncé le 11 juillet 2016. Le morceau Concrete est sorti plus tard en single le 6 juillet avec une vidéo d'accompagnement le même jour sur YouTube,. Le 29 juin, le groupe a présenté en avant-première un nouveau morceau « Femen » avec un teaser du clip vidéo montrant des oiseaux capturés et luttant dans des filets anti-brouillard via Vimeo. Le 11 juillet, le groupe a officiellement annoncé le nouvel album, Amnesty (I) ainsi que sa pochette et sa liste de titres, tout en lançant un nouveau single, "Char", comme le disque le plus chaud d'Annie Mac sur BBC Radio 1. Le single et la précommande de l'album ont été mis à disposition un jour plus tard, le 12 juillet,. Le quatrième single en précommande « Fleece » a été rendu disponible le 16 août sur la page iTunes du groupe. Un rip CD de l'album, incluant le titre bonus "Kept", a fuité en ligne le même jour. Le groupe a sorti « Sadist » le 18 août 2016, via sa chaîne YouTube, suivi de la sortie officielle de l'album le 19 août 2016.
Avec Amnesty, le groupe a adopté une approche similaire à celle de leurs débuts en 2008 ; ils ont révélé la majorité des morceaux des deux albums avant leur sortie.
| Amnesty (I) - version digitale, liste de piste | Amnesty (I) - version digitale, liste de piste | Amnesty (I) - version digitale, liste de piste | Amnesty (I) - version digitale, liste de piste | Amnesty (I) - version digitale, liste de piste | Amnesty (I) - version digitale, liste de piste | Amnesty (I) - version digitale, liste de piste | Amnesty (I) - version digitale, liste de piste | Amnesty (I) - version digitale, liste de piste | Amnesty (I) - version digitale, liste de piste |
| No                                             | Titre                                          | Durée                                          |                                                |                                                |                                                |                                                |                                                |                                                |                                                |
| ---------------------------------------------- | ---------------------------------------------- | ---------------------------------------------- | ---------------------------------------------- | ---------------------------------------------- | ---------------------------------------------- | ---------------------------------------------- | ---------------------------------------------- | ---------------------------------------------- | ---------------------------------------------- |
| 1.                                             | Femen                                          | 2:32                                           |                                                |                                                |                                                |                                                |                                                |                                                |                                                |
| 2.                                             | Fleece                                         | 2:35                                           |                                                |                                                |                                                |                                                |                                                |                                                |                                                |
| 3.                                             | Char                                           | 3:08                                           |                                                |                                                |                                                |                                                |                                                |                                                |                                                |
| 4.                                             | Enth                                           | 3:29                                           |                                                |                                                |                                                |                                                |                                                |                                                |                                                |
| 5.                                             | Sadist                                         | 2:30                                           |                                                |                                                |                                                |                                                |                                                |                                                |                                                |
| 6.                                             | Teach Her How to Hunt                          | 1:55                                           |                                                |                                                |                                                |                                                |                                                |                                                |                                                |
| 7.                                             | Clhoroform                                     | 3:08                                           |                                                |                                                |                                                |                                                |                                                |                                                |                                                |
| 8.                                             | Frail                                          | 2:49                                           |                                                |                                                |                                                |                                                |                                                |                                                |                                                |
| 9.                                             | Concrete                                       | 3:16                                           |                                                |                                                |                                                |                                                |                                                |                                                |                                                |
| 10.                                            | Ornament                                       | 4:07                                           |                                                |                                                |                                                |                                                |                                                |                                                |                                                |
| 11.                                            | Their Kindness Is Charade                      | 3:45                                           |                                                |                                                |                                                |                                                |                                                |                                                |                                                |
| 33:18                                          |                                                |                                                |                                                |                                                |                                                |                                                |                                                |                                                |                                                |

| Amnesty (I) - édition physique, liste de piste | Amnesty (I) - édition physique, liste de piste | Amnesty (I) - édition physique, liste de piste | Amnesty (I) - édition physique, liste de piste | Amnesty (I) - édition physique, liste de piste | Amnesty (I) - édition physique, liste de piste | Amnesty (I) - édition physique, liste de piste | Amnesty (I) - édition physique, liste de piste | Amnesty (I) - édition physique, liste de piste | Amnesty (I) - édition physique, liste de piste |
| No                                             | Titre                                          | Durée                                          |                                                |                                                |                                                |                                                |                                                |                                                |                                                |
| ---------------------------------------------- | ---------------------------------------------- | ---------------------------------------------- | ---------------------------------------------- | ---------------------------------------------- | ---------------------------------------------- | ---------------------------------------------- | ---------------------------------------------- | ---------------------------------------------- | ---------------------------------------------- |
| 11.                                            | Kept                                           | 4:03                                           |                                                |                                                |                                                |                                                |                                                |                                                |                                                |
| 12.                                            | Their Kindness Is Charade                      | 3:45                                           |                                                |                                                |                                                |                                                |                                                |                                                |                                                |
| 37:21                                          |                                                |                                                |                                                |                                                |                                                |                                                |                                                |                                                |                                                |

Crédits des Samples
- Le titre "Femen" sample " Smells Like Teen Spirit " de Nirvana.
- "Kept" sample "Other People" et "New Year" de Beach House, de leur album de 2012 nommé Bloom.

## Personnel
- Ethan Kath – production, mixage
- Lexxx – mixage (pistes 1–5, 7–10, 12)
- Patrick Mundy – mixage (piste 8)
- Alex Zelenka – ingénierie (pistes 8, 9)
- Niko Stoessi – mixage (piste 9)
- Etnik – mixage (pistes 9–12)
- Samuel Jacob – production (piste 10); ingénierie vocale
- Kevin Durante – mixage (piste 11)
- Pilo – mixage (piste 11)
- Jake Lee – production (piste 12)
- Mike Marsh – mastering
- Lisa Wiltse – photo de couverture
- Ari D – photographie du groupe

## Classement Charts
| Graphique (2016) | Culminer <br /> position |
| ---------------- | ------------------------ |
| 85               |                          |
| 113              |                          |
| 95               |                          |
| 86               |                          |
| 2                |                          |